# Джек Ма
Ма Юнь (кит. 马云, пін. Mǎ Yún) або Джек Ма (англ. Jack Ma; нар. 10 вересня 1964, Ханчжоу, провінція Чжецзян) — китайський підприємець, засновник і голова ради директорів компанії Alibaba Group. Перший бізнесмен з материкового Китаю, чиє фото було опубліковано на обкладинці журналу Forbes. П'ята найбагатша людина Китаю та 49-а найбагатша у світі (за оцінками Bloomberg, $30,9 млрд на березень 2024).
Станом на листопад 2021 року втратив статус найбагатшої людини КНР та посів п'яте місце у рейтингу.

## Життєпис

### Ранні роки
Ма народився в місті Ханчжоу провінції Чжецзян Китайської Народної Республіки в родині музикантів. У ранньому віці Ма вирішив вивчити англійську мову і регулярно їздив на велосипеді в готель неподалік, де розмовляв з іноземцями. Для вдосконалення своїх розмовних навичок Ма виступав у ролі безкоштовного гіда по місту для туристів.
Двічі провалив вступні іспити до коледжу. У 1988 році закінчив Педагогічний інститут Ханчжоу, де вивчав англійську. Пізніше був узятий туди на роботу як викладач, заробляючи по 12-15 доларів на місяць. На початку 1990-х років довго намагався влаштуватися на роботу куди завгодно і згодом зазначав, що не зміг отримати роботу «навіть помічника менеджера в ресторані мережі Kentucky Fried Chicken».

### Кар'єра
1994 року Ма поїхав до Сієтла працювати перекладачем з торговою делегацією. В США один з друзів показав Джеку, як працює Інтернет. Але спроби знайти щось про Китай через пошукову систему Yahoo! показали, що потрібна інформація була відсутня повністю. Ма, до цього абсолютно не знайомий з комп'ютером, вирішив відкрити свою інтернет-компанію і за допомогою дружини і друга зібрав необхідний стартовий капітал в дві тисячі доларів. Компанію, що займалася створенням вебсайтів, Ма назвав «Китайські жовті сторінки». Згодом Ма згадував: «У день, коли ми під'єдналися до Інтернету, я запросив до себе друзів. Ми 3 години чекали, поки завантажиться пів сторінки. В очікуванні ми випивали, дивилися телевізор, грали в карти. Але я був такий гордий. Я довів (своїм гостям), що Інтернет існує». Внаслідок вкрай поганого фінансового становища офіс компанії розташовувався в квартирі Ма. За три роки виторг фірми склав п'ять мільйонів юанів (близько 800 тис. $).
З 1998 по 1999 рік Ма очолював Китайський міжнародний центр електронної торгівлі, що був одним з підрозділів Міністерства зовнішньої торгівлі та економічного співробітництва. 1999 року Ма вирішив залишити цю роботу і з 17 друзями заснував компанію «Alibaba Group», задуману як майданчик для торгів дрібних і середніх підприємств. Для заснування фірми знадобилося 60 000 доларів. Назва була вибрана з причини легкості вимови будь-якою мовою і поширеної асоціації з казкою про скарби.
У період з жовтня 1999 по січень 2000 року «Alibaba» виграла інвестиції венчурного капіталу загальною сумою 25 мільйонів доларів, але компанія продовжувала зазнавати збитків. Смуга невдач закінчилася після того, як компанія розробила систему, що дозволяє експортерам з Китаю знаходити клієнтів в США. У 2002 році прибуток компанії склав один долар, після чого почав зростати високими темпами.
 
Починаючи з 2003 року, Ма заснував компанії Taobao (китайський аналог eBay), Alipay і Ali Mama. Після видатного успіху Taobao (у 2006 році eBay був змушений закрити свій китайський підрозділ через нерентабельність) і зльоту акцій Taobao, eBay запропонував Ма викупити в нього цей бізнес, але той відмовився, оскільки хотів зберегти контроль над компанією. Замість цього Ма заручився підтримкою засновника Yahoo, Джері Янга, який інвестував в «Alibaba» 1 мільярд доларів. У листопаді 2012 року виручка «Alibaba» перевищила трильйон юанів.
У вересні 2014 року було оголошено про те, що Alibaba готується до розміщення акцій на Нью-Йоркській фондовій біржі. В офіційному пресрелізі компанії говорилося, що вона планує залучити 1 мільярд доларів, але реальні інвестиції значно перевищили ці очікування: Alibaba залучила 25 мільярдів доларів, ставши найуспішнішим IPO в історії.
Наприкінці 2014 року Джека Ма було визнано найбагатшою людиною Азії за індексом рейтингу мільярдерів Bloomberg, він обійшов у тому списку Лі Ка-Шина, гонконгського магната нерухомості, який до того утримував звання найбагатшого азіата.
2013 року Ма залишив пост президента компанії, але залишився головою ради директорів. 10 вересня 2019-го Ма пішов у відставку з посту голови ради директорів, його замінив Деніел Чжан.

### Погляди
Ма є активним борцем за збереження природи. У 2009 році за рішенням Ма група компаній «Alibaba» переглянула свою політику і заборонила продаж продуктів, зроблених з акулячих плавців, на всіх своїх комерційних платформах. У 2010 році, після відходу з поста президента «Alibaba», Ма став головою Китайської ради з захисту природи. Тоді ж Ма оголосив про те, що «Alibaba» буде відраховувати 0,3 відсотка від річного виторгу на різні програми з охорони навколишнього середовища, зокрема, на програми з поліпшення якості води і повітря.

### Особисте життя
У кінці 1980-х Джек Ма одружився зі своєю однокурсницею Чжан Ін. У них двоє дітей: син і дочка.

### Візит в Україну
У листопаді 2019 року відвідав Україну.
7-го листопада був у Харкові і виступив перед студентами Харківського національного університету імені Каразіна.
8-го листопада виступив на Київському міжнародному економічному форумі.
8-го листопада став почесним професором Національної музичної академії України імені П. І. Чайковського {посилання} [Архівовано 26 січня 2022 у Wayback Machine.]

## Статки
У листопаді 2021 року Forbes при складанні рейтингу найбагатших людей КНР оцінив статки Джек Ма в $41,5 млрд. Це на $24,1 млрд (37 %) менше, ніж було в листопаді 2020 року ($65,6 млрд). Джек Ма тепер посідає лише п'яту сходинку рейтингу.
Статок бізнесмена знизився після того, як влада Китаю в останній момент скасувала IPO фінтех-сервісу Ant Group, а Alibaba навесні оштрафувала на рекордні $2,8 млрд, після чого компанія вперше за шість років закінчила квартал зі збитком.

## Досягнення
- Включений у десятку «найкращих бізнес-лідерів року» за версією Китайського Центрального телебачення (2004)[24];
- Включений до «25 найбільш могутніх бізнесменів в Азії» за версією журналу «Fortune» (2005);
- «Бізнесмен року» за версією «Businessweek» (2007)[25];
- Включений у «30 найкращих CEO у світі» згідно «Barron's» (2008);[26];
- Включений до списку «100 найвпливовіших людей у світі» за версією журналу «Time»[11] (2009 і 2014);
- Включений у список «наймогутніших людей Китаю» журналом «BusinessWeek» (2009)[27];
- Включений до «10 найшанованіших підприємців Китаю» за версією «Forbes China» (2009);
- Отримав звання «Героя філантропії Азії» в 2010 від «Forbes Asia» за допомогу бідним і постраждалим від стихійних лих[28];
- Почесний доктор наук (Гонконгський університет науки і технології, 2013)[29];
- Людина року за версією Financial Times[30].
- Став 30-м у списку «наймогутніших людей у світі» за версією Forbes (2014)[31].